# Antonio Pérez Guerrero
Antonio Pérez Guerrero cantaor de flamenco nacido en 1909 y fallecido en 1989. De origen payo fue conocido artísticamente con el nombre de El Sevillano, por ser uno de los más destacados intérpretes del cante de Sevillanas.

## Biografía
Nacido en Sevilla se traslada al pueblo de Alcalá de Guadaíra cuando tiene nueve años y abandona el pueblo sevillano cuando tiene que cumplir con el servicio militar. Durante el servicio militar aprende a cantar del maestro Joaquín de Paula. Destacó por su estilo de interpretar las Sevillanas y los Fandangos.